# أليكس ريد (لاعب كرة قدم)
أليكس ريد (بالإنجليزية: Alex Reid)‏ (2 مارس 1947 بغلاسكو في المملكة المتحدة - 1998 في كندا) هو لاعب كرة قدم بريطاني في مركز الوسط. لعب مع دندي يونايتد ونادي رينجرز ونيوكاسل يونايتد ونادي آير يونايتد ونادي غرينوك مورتون.

## وصلات خارجية
- أليكس ريد على موقع قاعدة بيانات كرة القدم.إي يو (الإنجليزية)